# Národní park Serra da Capivara
Národní park Serra da Capivara je jedním z brazilských národních parků nacházející se na východě země ve spolkovém státě Piauí. Založen byl v roce 1979 a od roku 1991 figuruje na seznamu světového kulturního dědictví UNESCO. Nachází se v semiaridním regionu Caatinga, na rozvodí povodí řek Parnaíba a São Francisco. Kromě zachovalého přírodního prostředí jsou předmětem ochrany i mnohá archeologická naleziště a skalní malby z prehistorického období.
V parku bylo objeveno přes 300 archeologických nalezišť, nejstarší z nich z období 50 000 a 30 000 lety před naším letopočtem. Analýzy a zjišťování stáří zde nalezených artefaktů potvrdily tisíciletou přítomnost člověka v této oblasti. Prokazatelné stáří nalezených předmětů bylo důležitým podkladem revoluce klasických teorií o příchodu člověka na americký kontinent přes Beringovu úžinu. Podle studií zde žili lovci a sběrači, následně již zemědělská společnost. Serra da Capivara patří k nejvýznamnějším archeologickým lokalitám v Jižní Americe, ale i na celém světě.

## Fotogalerie

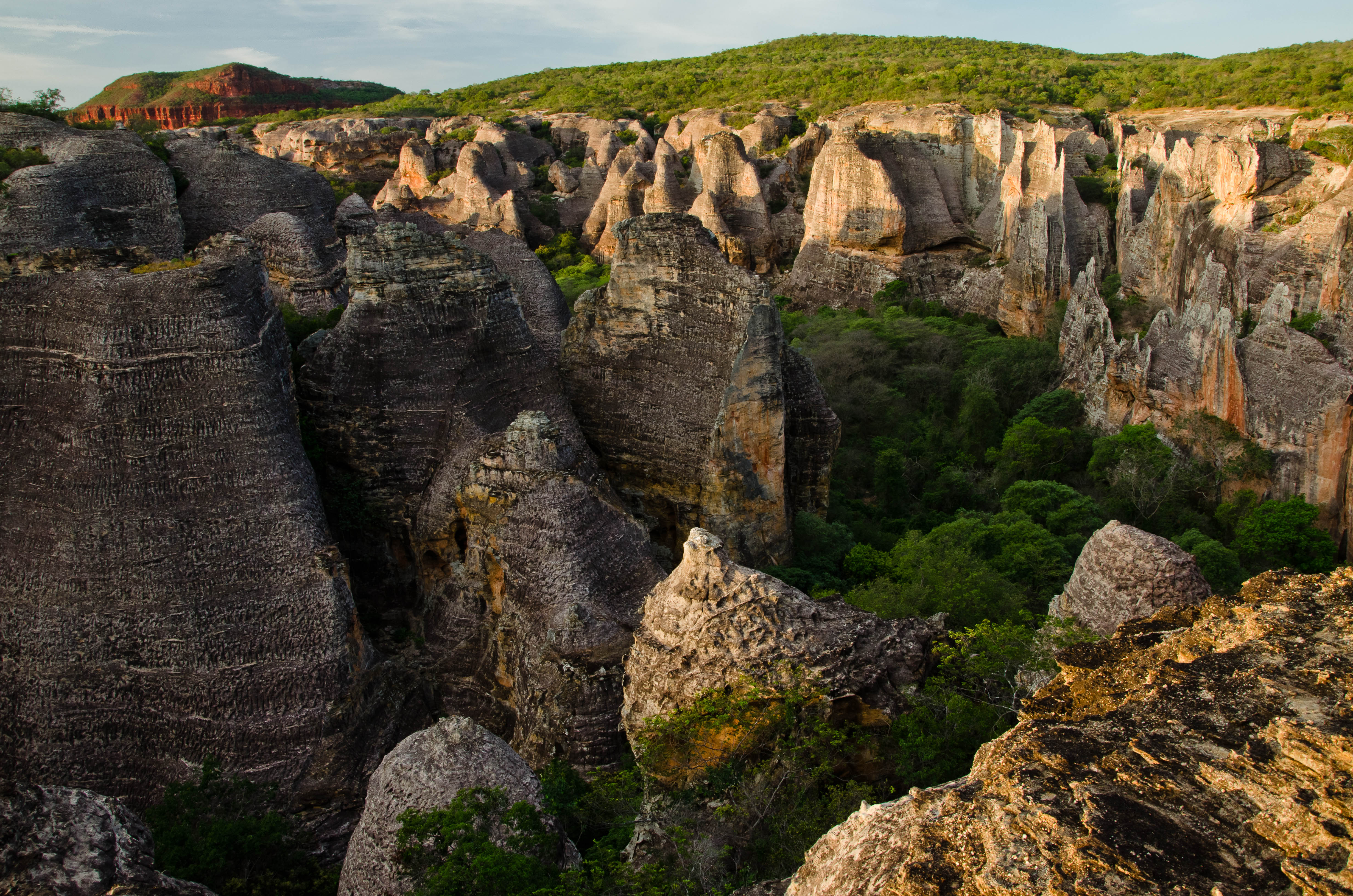
údolí Vale Verde
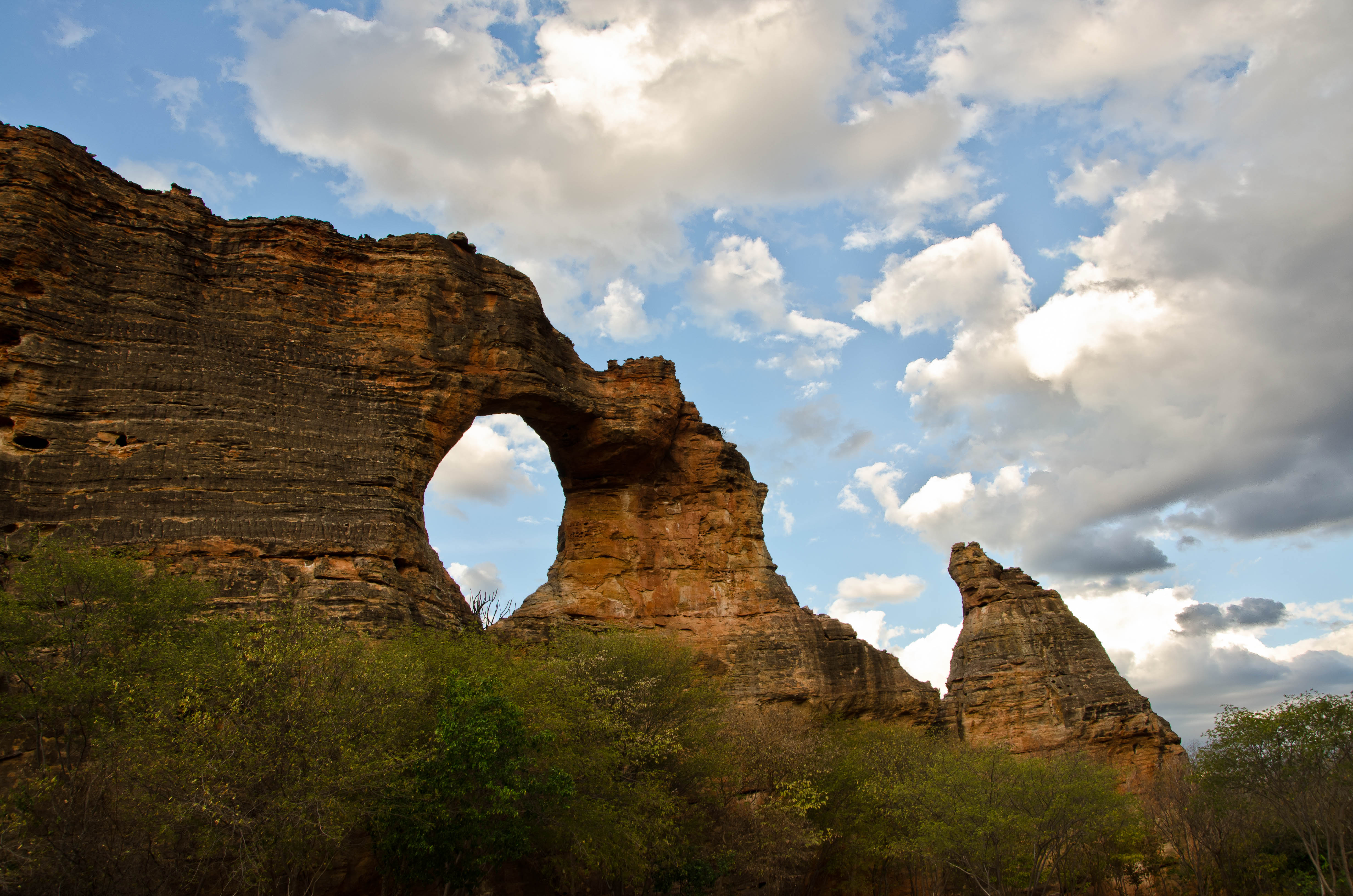
skalní útvar Pedra Furada
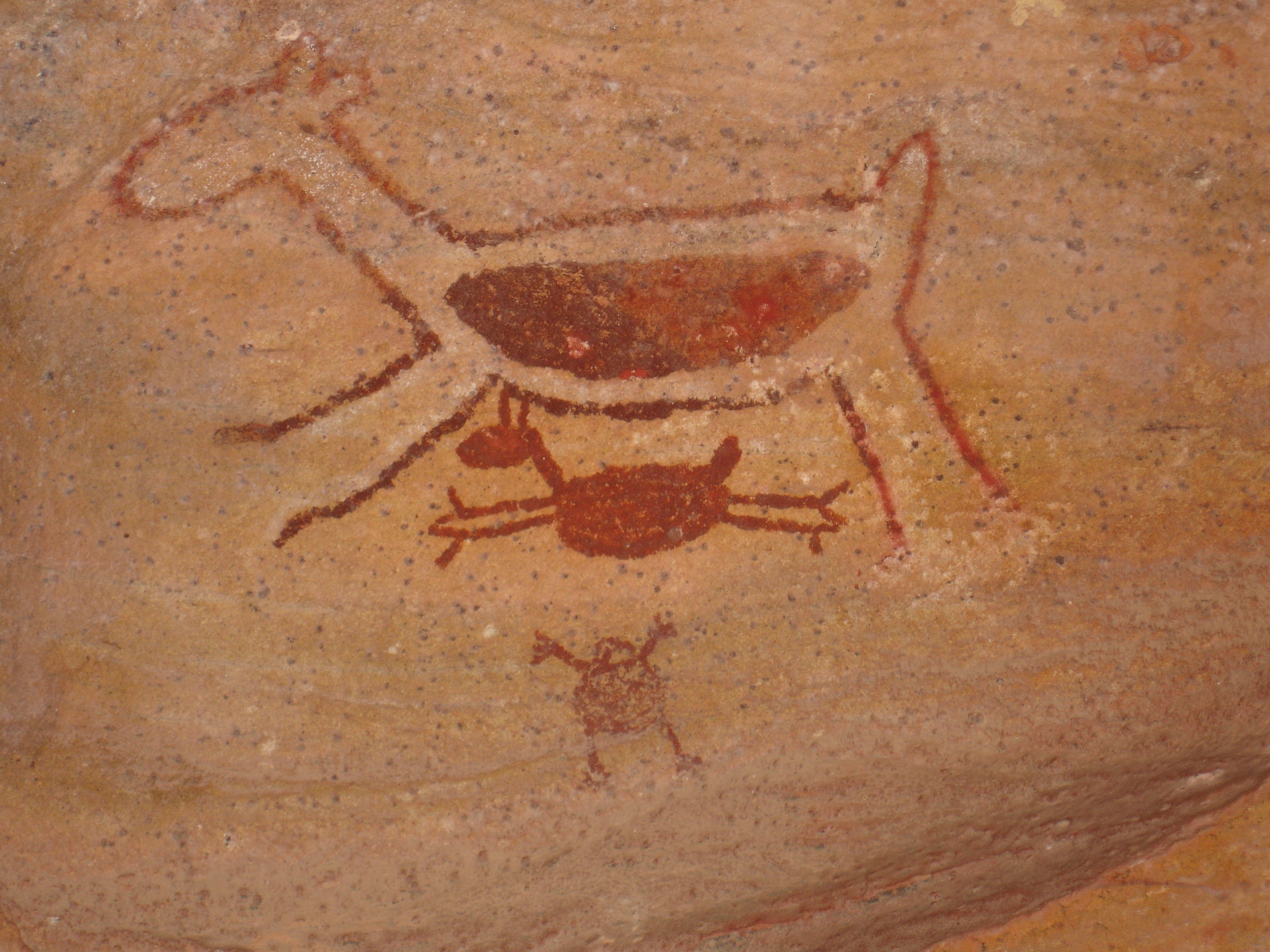
zdejší skalní malby
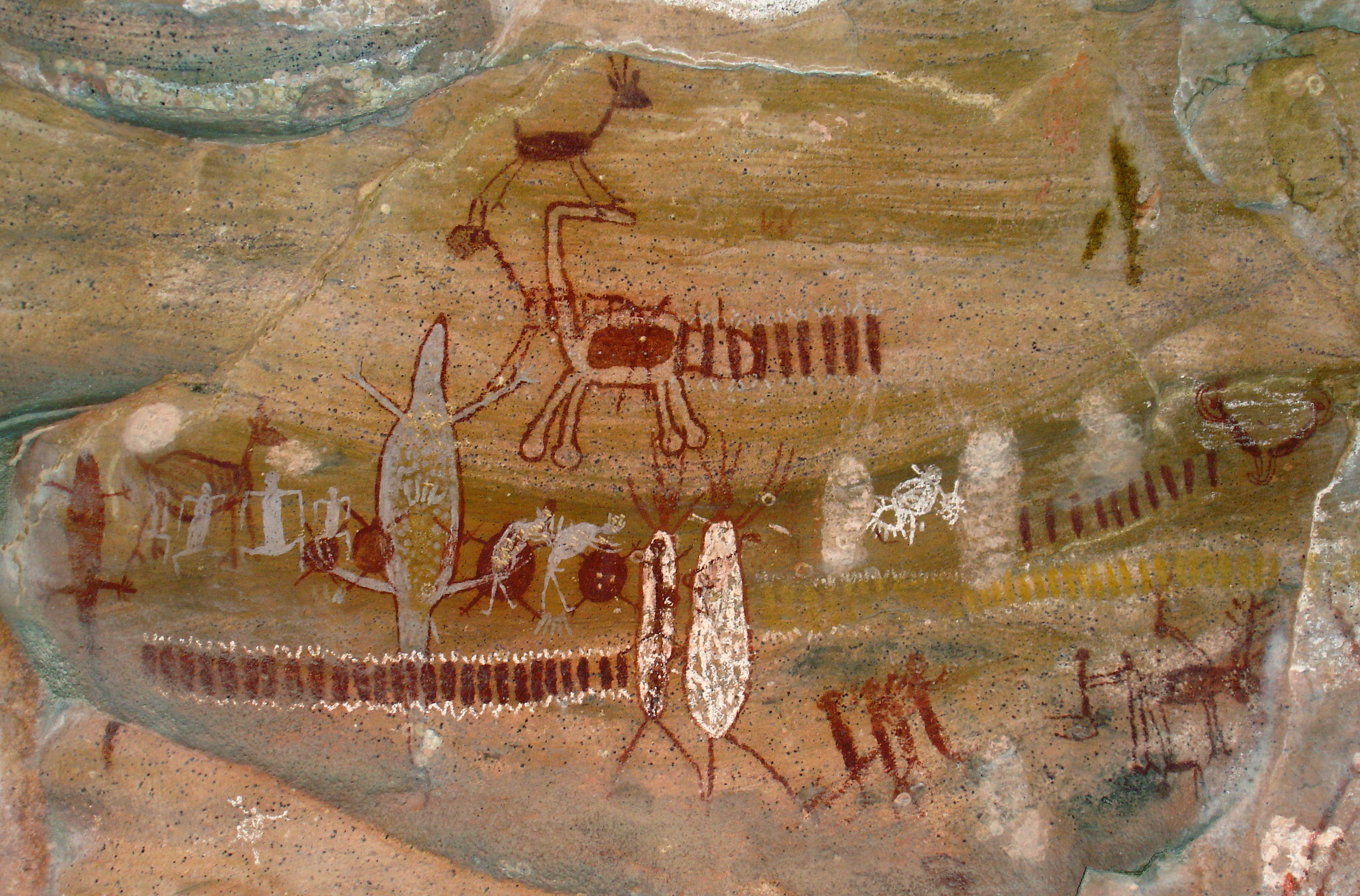
zdejší skalní malby